# Exomalopsis ypirangensis
Exomalopsis ypirangensis är en biart som beskrevs av Carlos Schrottky 1910. Exomalopsis ypirangensis ingår i släktet Exomalopsis och familjen långtungebin. Inga underarter finns listade i Catalogue of Life.